# چونگ-بلولو (شهرستان آلای)
چونگ-بلولو (به لاتین: Chong-Bülölü) یک منطقهٔ مسکونی در قرقیزستان است که در شهرستان آلای واقع شده‌است. چونگ-بلولو ۵۴۵ نفر جمعیت دارد و ۲٬۲۷۳ متر بالاتر از سطح دریا واقع شده‌است.